# スパイダー パニック!
『スパイダー パニック!』（Eight Legged Freaks）は、2002年にアメリカで製作されたモンスター・パニック映画。

## あらすじ
舞台はアリゾナ州のとある田舎町・プロスパリティ。かつて金山として栄えた町も今は廃れていた。
そんな中、産業廃棄物を運搬中のトラックが誤って積荷を池に落としてしまう。
現場に程近い家には「外来クモ牧場」を名乗って数百匹に及ぶ世界の多種多様な蜘蛛を飼っている蜘蛛マニアの男、ジョシュアが住んでいた。そして彼は、産業廃棄物で汚染されたコオロギをそれとは知らず採取して、自分の蜘蛛たちに餌として与えてしまっていた。やがて蜘蛛たちは有害物質によって巨大化し、飼い主ジョシュアを殺害して飼育場から脱走、次々と町の人達を襲い始める。
異変に気づいた婦人保安官サムは、町の人々を安全なショッピングモールへと集まるようインチキラジオパーソナリティ・ハーランが務めるフリーダムラジオを使い呼びかける。
命からがら集まった人々はモールにある道具を手に取り、小さな町を救うため大きなクモ達に立ち向かうのだった。

## 作品内で巨大化したクモ
- オニグモ

本作の字幕や吹き替え脚本では「オニグモ」（ソフト用吹替ではコガネグモ）と和訳されているが、日本のオニグモとは全く別種。ジョシュアによれば税関を買収して密輸したとのことで、チリ産である。
劇中「オス」だとされている個体は実在のコガネグモのメスの姿をしていて坑道内に多数出現。マイクの姉・アシュリーの部屋に侵入したが、サムの銃撃で倒された。一方、「メス」はその3倍の体格を持つが、実在のコガネグモのオスのような褐色の体色を持ち、地上潜窟性である。実在のコガネグモの雌雄の姿と丁度逆になっている。
雄蜘蛛は雌蜘蛛に捧げる為、人間や動物を繭に包んで拉致する。彼らは廃坑内に巣を作っており、このクモの「コンスエラ」と名付けられていたメスが全てのクモたちのリーダー的存在である。
- ナルボンヌコモリグモ（Lycosa narbonensis）
- ゴケグモ
- オオツチグモ（Eurypelma sp.）

いわゆるタランチュラ。1頭しか登場しない。バスを横転破壊させ、人間達の立て籠もるモールのシャッターをぶち破るほどの体躯と力を持つ。
- ハエトリグモ

Habronattus属の一種が登場。視覚に優れ昼行性だが、夜間も他のクモと共に活動する。最も登場個体数の多いクモで、オートバイを凌ぐ速度で跳び走り、追いかけてくる。
- トタテグモ

ダチョウ牧場やレストラン裏の駐車場に多数出現。マンホールのような蓋のついた縦穴から飛び出してダチョウや人々を引き摺り込む。

### 特徴
1. 蜘蛛は消化液を注入し内臓を液状に溶かして一気に吸い尽くす。
2. 蜘蛛は夜行性（ハエトリグモ、トタテグモを除く）。
3. 蜘蛛は音や振動に反応する（ハエトリグモは視覚主体である）。
4. 蜘蛛は臭いに敏感。

## 登場人物
クリス・マコーミック
本作の主人公。亡父の築いた炭鉱会社を復活させようと10年ぶりに故郷に戻ってきた。
道端でマイクと偶然出会い、彼をサムの自宅に送る際に見せられた蜘蛛の足の抜け殻を「サボテン」と一蹴するが、グラディスの家で発見した抜け殻のサイズを見てマイクの言葉が正しいと知り、大人たちの中ではいち早くクモの存在に気づいた。
アシュリーを襲った蜘蛛に対し椅子で立ち向かう、屋上で大量の蜘蛛を相手にする、グラディスを助けるため1人蜘蛛の巣窟と化した炭坑に戻るなど、行動力がある。また、グラディスを助ける際に金を発見し、父が正しかったことを知る。
サム・パーカー
本作のヒロイン。保安官。シングルマザーで、反抗期な娘や蜘蛛マニアな息子には手を焼いている。
最初は蜘蛛に対して懐疑的だったものの、アシュリーを襲う大蜘蛛の姿を見て即座にショットガンを取り出すなど、状況への適応力が高い。ピートと共に生存者を率いて、率先して大蜘蛛と戦う。
マイク・パーカー
サムの息子。冷静かつ知的な性格で、蜘蛛に関する知識を豊富に身に付けている大の蜘蛛マニア。母の目を盗んでジョシュアの元を度々訪ねている。
蜘蛛の巨大化にいち早く気づいたが、初めは子供であることや日頃の行いにより信じてもらえなかった。戦闘には直接参加しないが、蜘蛛に関する知識を駆使して大人たちをサポートした（実際、クリスは彼から貰った香水により窮地を脱している）。
アシュリー・パーカー
マイクの姉。母から渡された護身用のスタンガンを持ち歩いている。ブレットと付き合っていたが、物語中盤で強引に迫られてスタンガンで反撃し、別れを切り出す。
自室の窓から侵入したオニグモに糸まみれにされてしまうが、そこにクリスたちが駆けつけたことで難を逃れる。ウェイドがこっそりモールから抜け出したことを知らせ、生存者たちが逃げる道を確保できた他、終盤には彼女の持っていたスタンガンが発電機の作動に一役買った。
ハーラン
本作の語り手。フリーダムラジオのDJ。自宅兼スタジオにしているトレーラーハウスで日夜エイリアン・宇宙人襲来説を唱えているが、周囲には信じてもらえていない。
タランチュラにトレーラーハウスを襲撃された際、「まだローンが残ってる」とぼやいたり、大蜘蛛の襲来を異星人の侵略であると捉えたり、大量の大蜘蛛がいる中高所恐怖症で鉄塔に登れないなど、コメディチックな役回りが大きい。一方、ショットガンで大蜘蛛を何匹か倒し、クリスを救うためモールの屋上から飛び降りるといった活躍も見せている。終盤には、彼のラジオが救助隊が町に来るきっかけになった。
ちなみに、劇中ではモールの正面に現れたタランチュラに恨み節を吐いていた（その時「あれが親玉だよ！」と言っているが、実質的な親玉はタランチュラではない）。
ピート・ウィリス
副保安官。川に流されていた産業廃棄物のドラム缶を拾い上げた。気の弱い性格だが、サムと共に大蜘蛛に立ち向かい、モールでも1人残って戦い続けるなど、保安官らしい勇気ある行動を見せた。中盤でサムと別行動になり、モールの屋上から飛び降りたハーランと合流。外部からハーランのラジオのファンである警官と共に救助に出向いた。
ウェイド
町長。飼っていた数羽のダチョウがトタテグモの餌食となるが、自身は食われずに済んでいる。
中盤でこっそりモールから抜け出し炭坑からの逃走を計り、ブレットと再会。その直後、大蜘蛛に襲われるが繭に包まれた状態でクリスらに発見され、救助される。
ブレット
ウェイドの義理の息子。アシュリーのボーイフレンドだが、彼女に強引に迫ったために別れを切り出されてしまう。その直後、ハエトリグモの大群に襲われるが、バイクで逃走し、廃坑を通じて何とか逃げ延びた。終盤でアシュリーと再会し、彼女と寄りを戻した模様。
グラディス
クリスの伯母。自宅でオニグモに襲われ生死不明になるが、終盤で繭に包まれていた状態でクリスに発見され救われる。喫煙者だったが、今回の事件をきっかけに禁煙を決意する。
マーク
帽子を被った中年男性。大蜘蛛襲来を呼び掛ける緊急放送に耳を貸さなかったが、大蜘蛛の大群を目の当たりにして現状を理解し、ショッピングモールまで逃げ切った。
車のそばにいたトタテグモの巣を梯子で封殺して渡ることでショッピングモールまで逃げ切り、ガスが充満した炭坑でクモに襲撃された際は武器として使っていたクロスボウを咄嗟に戦闘のサムに投げ渡すなど、機転を利かせて生存する。
ジョシュア
数百匹にも及ぶ世界の多種多様の蜘蛛を飼育する無類の蜘蛛マニアで、自身と同じ蜘蛛マニアのマイクとは親しい間柄。物語序盤で水槽から逃げ出したタランチュラに噛まれ、驚いて暴れたことで水槽が割れて蜘蛛が脱走。ペットのインコ共々、蜘蛛の餌食となった。

## キャスト
| 役                   | 俳優                                 | 日本語吹替        | 日本語吹替   |
| 役                   | 俳優                                 | ソフト版          | テレビ東京版 |
| -------------------- | ------------------------------------ | ----------------- | ------------ |
| クリス・マコーミック | デヴィッド・アークエット             | 松本保典          | 平田広明     |
| サム・パーカー       | カリ・ウーラー                       | 佐々木優子        | 松本梨香     |
| マイク・パーカー     | スコット・テラ                       | 亀井芳子          | 矢島晶子     |
| アシュリー・パーカー | スカーレット・ヨハンソン             | 浅野まゆみ        | 小笠原亜里沙 |
| ハーラン             | ダグ・E・ダグ                        | 伊藤健太郎        | 高木渉       |
| ピート・ウィリス     | リック・オーバートン                 | 星野充昭          | 塩屋浩三     |
| ウェイド             | レオン・リッピー                     | 西村知道          | 大塚周夫     |
| ブレット             | マット・ズークリー                   | 内田夕夜          | 阪口周平     |
| グラディス           | エイリーン・ライアン                 | 翠準子            | 峰あつ子     |
| フロイド             | ロイ・ゲイントナー                   | 大木民夫          | 石森達幸     |
| レオン               | ジェイ・アーラン・ジョーンズ         | 手塚秀彰          | 大友龍三郎   |
| ジョシュア           | トム・ヌーナン                       | 永田博丈          | 有本欽隆     |
| エマ                 | ジェーン・エディス・ウィルソン       | 佐藤しのぶ        |              |
| マーク               | ジョン・ストーレイ                   | 谷昌樹            |              |
| ノーマン             | デヴィッド・アール・ウォーターマン   | 伊藤栄次          |              |
| ランディ             | ライリー・スミス                     | 勝沼紀義          |              |
| ラリー               | マット・ホルウィック                 | 藤本隆行          |              |
| 警官                 | ジョン・エニス ライアン・C・ベンソン | 蓮池龍三 斉藤瑞樹 |              |
| クモの声             | フランク・ウェルカー                 |                   |              |

- テレビ東京版：初回放送2008年7月10日『木曜洋画劇場』

## スタッフ
- 監督：エロリー・エルカイエム
- 製作：ブルース・バーマン、ディーン・デヴリン
- 製作総指揮：ローランド・エメリッヒ、ウィリアム・フェイ、ピーター・ウィンサー
- 原案：エロリー・エルカイェム、ランディ・コーンフィールド
- 脚本：ジェシー・アレクサンダー、エロリー・エルカイェム
- 撮影：ジョン・S・バートレイ
- 音楽：ジョン・オットマン

## 評価
レビュー・アグリゲーターのRotten Tomatoesでは144件のレビューで支持率は47%、平均点は5.40/10となった。Metacriticでは32件のレビューを基に加重平均値が53/100となった。